# 마스 다이렉트
마스 다이렉트(Mars Direct)는 현재 존재하는 기술을 사용해 경제적인 범위에서 진행하는 것이 목표인 유인화성탐사 계획으로, 1990년 마틴 마리에타의 공학자 로버트 주브린과 데이비드 베이커의 논문에 처음으로 등장하였으며, 1996년 주브린의 책 "The Case for Mars"에서 구체화되었다. 현재 마스 다이렉트는 화성의 식민지화를 다루는 화성 학회의 회장으로서 주브린의 주된 발언 주제로 남아 있다.

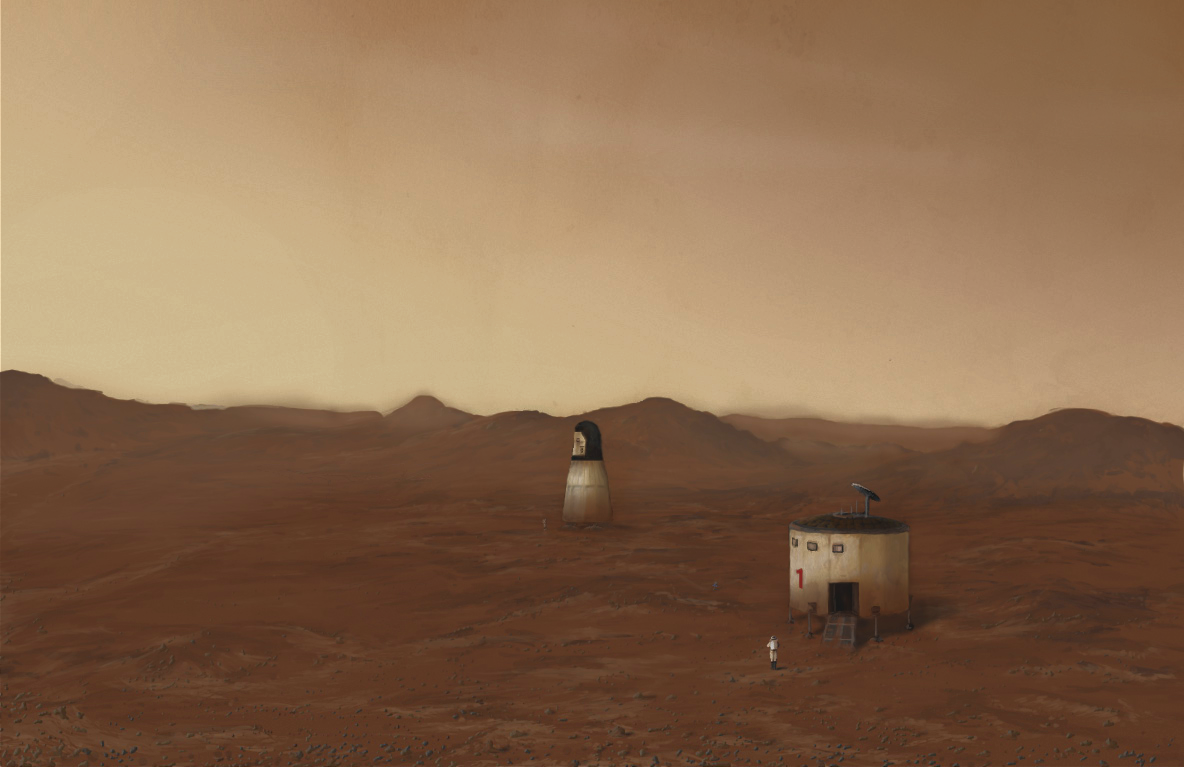
화성 표면의 거주 모듈과 지구 귀환선의 상상도.

## 역사

### 우주 탐사 계획
1989년 7월 20일 미국의 대통령 조지 H. W. 부시는 국립항공우주박물관에서의 연설에서 화성 표면 유인 탐사를 목표로 한 장기 계획인 우주 탐사 계획을 발표하였다.
1990년 12월, 우주 탐사 계획의 총 비용을 추정한 '90일 연구' 조사에서는, 20 ~ 30년에 걸쳐 4500억 달러가 들 것으로 추산하였다. 의회에서는 90일 연구의 결과로 인해 우주 탐사 계획이 제2차 세계 대전 다음으로 비싼 단일 프로젝트라고 지적하며, 부정적인 인식이 커졌다. 1년 이내에 우주 탐사 계획의 모든 재정 지원은 중단되었다.
1992년 4월 1일 NASA의 국장으로 취임한 다니엘 골딘은 공식적으로 NASA의 정책을 무인 탐사로 전환하며, 지구 궤도 이외의 유인 탐사 계획을 공식적으로 폐기하였다.

### 개발
로버트 주브린은 마틴 마리에타에서 행성간 임무를 설계하던 도중, 우주 탐사 계획의 근본적인 문제를 발견하였다. 주브린은 NASA가 가능한 모든 기술을 동원하여 화성 탐사를 지원하려고 하였고, 이로 인해 부정적인 정치적 반응이 발생했다고 주장하였다.
엔지니어링의 올바른 방법의 정 반대입니다.

The exact opposite of the correct way to do engineering.
주브린은 이 "배틀스타 갈락티카" 계획의 대안으로서, 더 빠른 이동 및 긴 표면 체류를 목표로, 우주 건선거에서의 우주선 조립 대신 지구 표면에서의 직접 발사 및 ISRU를 통한 자원 조달을 포함한 계획을 제시했다. 마틴 마리에타 지도부에서의 승인을 받은 후, 사내 12명으로 이루어진 그룹이 결성되어 구체적인 계획을 수립했다. 그룹에서는 더 전통적인 임무 구조에 집중한 반면, 주브린은 동료인 데이비드 베이커의 지극히 간단하고 강력한, "자원 현지 조달, 빠른 전이, 자급자족" 작전이 마스 다이렉트의 시초가 되었다.

## 임무 계획

### 1차 발사
"아레스" 로켓으로 처음 발사되는 우주선은 승무원이 탑승하지 않은 지구 귀환선(Earth Return Vehicle)으로, 안에는 연료 생산에 필요한 수소, 화학적 공창, 작은 원자로가 실려 있다. 화성 도착 이후 전기 분해를 이용한 사바티에 반응을 통해, 지구 귀환선에 실린 수소 8 톤을 화성 표면의 이산화탄소와 결합하여 메테인과 산소 112 톤을 생산한다. 이 간단한 화학 공정 자체는 19세기와 20세기에도 정기적으로 사용하였으며, 귀환에 필요한 연료 중 7%만 가져가도 되도록 한다.
지구 귀환선이 지구까지 도달하기 위한 메테인과 산소는 총 96 톤으로, 남는 연료는 화성 탐사차에 사용할 수 있다. 연료를 만드는 과정은 약 10개월 정도 걸릴 것으로 추산한다.

### 2차 발사
지구 귀환선이 발사된 지 26개월이 지난 후, 화성 거주 모듈(Mars Habitat Unit) 또한 6개월간의 저에너지 전이를 통해 화성으로 향하며, 이 때에는 승무원 4명(홀로 남는 인원 없이 분리행동이 가능한 최소 인원)이 탑승한다. 화성 거주 모듈은 먼저 화성에 도착한 지구 귀환선이 귀환에 필요한 연료를 모두 생산할 때까지 발사되지 않는다. 화성으로 향하는 동안에는 로켓의 상단부를 거주 모듈과 줄로 연결하여 회전하는 방식으로 1 g 정도의 인공 중력을 발생시켜, 무중량상태로 인한 승무원에게로의 영향을 제거한다

#### 착륙 및 표면 임무
화성 도착 후 로켓 상부는 분리되며, 거주 모듈은 공력제동을 통해 화성 궤도로 진입한 후 지구 귀환선 근처로 착륙한다. 정확한 착륙 지점으로의 유도는 지구 귀환선에서 설치한 레이더 표식을 통해 이루어진다. 화성 착륙 이후 승무원은 화성 표면에서 18개월 간 체류하며, 거주 모듈에 실린 탐사차를 지구 귀환선의 메테인을 연료로서 이용해 과학 탐사를 진행한다.

#### 귀환 및 이후의 임무
승무원은 지구 귀환선을 사용해 지구로 귀환하며, 거주 모듈은 이후 임무에서의 사용 가능성을 염두에 두고 남겨 놓는다. 귀환할 때는 지구 귀환선의 추진부를 이용해 인공 중력을 발생시킨다.
차기 임무는 비상시를 대비해 항상 화성 표면에 연료가 존재하는 지구 귀환선이 존재하게끔 하기 위해 2년 간격으로 진행된다. 만약 비상 상황이 발생하면 승무원은 수백 킬로미터를 이동해 다른 지구 귀환선을 사용하게 된다.

## 구성
마스 다이렉트 계획에는 발사 로켓인 "아레스", 지구 귀환선, 화성 거주 모듈이 포함되어 있다.

### 발사체
마스 다이렉트 계획에서는 아폴로 계획에서 사용했던 새턴 V와 비슷한 크기의 대형 발사체를 사용하게 되어 있었다. 로켓은 가칭 '아레스'라고 불렸으며, 우주왕복선 고체 로켓 부스터, 개조한 우주왕복선 외부 연료 탱크, 화성 전이를 위한 액체 산소-액체 수소 사용 3단 로켓으로 이루어지게끔 설계되었다. 아레스 로켓은 300 km 고도에 121톤, 화성 전이 궤도에 31톤을 보낼 수 있을 예정이었다.

### 지구 귀환선
지구 귀환선은 2단으로 구성되어 있다. 상단부는 지구로의 6개월간의 귀환 동안 승무원이 사용할 공간이며, 하단부는 로켓 엔진과 작은 화학 공창이 들어 있다.

### 화성 거주 모듈
화성 거주 모듈은 화성에서 생활할 승무원을 위한 2단 또는 3단으로 이루어진 우주선으로, 각 승무원의 사생활을 보장할 수 있는 수면 구역, 생활 구역, 작은 전시 구역, 운동 구역, 폐쇄형 물 정화 기능을 갖춘 위생 구역으로 이루어졌다. 화성 거주 모듈 하단부는 작은 연구실, 표본 저장고, 화성 표면으로 나갈 수 있게끔 준비하는 환복장과 에어록이 있어, 승무원이 주로 일하는 곳이 되었다. 태양 폭풍 등 방사선으로부터의 보호는 모듈 중심부의 '폭풍 대피소'를 사용할 예정이었다.
화성 거주 모듈 밑에 화성 표면에서 조립하여 사용할 수 있는 탐사차 또한 탑재될 예정이었는데, 이 탐사차는 메테인 엔진을 사용하여 화성 표면 320 km 범위를 탐사할 예정이었다.
NASA의 디자인 레퍼런스 미션에도 화성 거주 모듈이 도입되었는데, 여기서는 모듈 두 개를 사용해, 하나는 먼저 발사하여 연구 설비와 탐사차가 탑재되고, 승무원과 함께 오는 모듈은 승무원의 거주 구역으로 사용할 계획이었다.
화성 학회는 화성 거주 모듈의 실용성을 검증하기 위해, 전 세계에 화성 거주 모듈 시험작을 여럿 설치하였다.

## 반응
1990년 4월 베이커는 마셜 우주 비행 센터에 마스 다이렉트 계획을 제출했는데, 당시의 반응은 매우 긍정적이었다. 주브린과 베이커는 미국 전역을 돌아다니며 마스 다이렉트 계획을 소개하였으며, 이를 통해 상당한 인지도를 얻었다.
NASA 집행부는 마스 다이렉트 계획을 거부하였다. 주브린은 마스 다이렉트 계획을 고집했으며, 데이비드 베이커와 갈라선 이후인 1992년에 새 NASA 집행부가 들어서자 다시 마스 다이렉트 계획을 도입할 것을 설득하기도 하였다.
주브린은 마틴 마리에타에서 소규모 연구 기금을 받은 후, 현지에서 가동할 수 있는 연료 제작기를 만들어, 변환 효율 94%를 보이기도 했다. 하지만 존슨 우주 센터에 긍정적인 실험 결과를 전달한 후에도 NASA 집행부는 계획에 계속적인 의문을 제기했다.
2003년 11월, 주브린은 우주 탐사의 미래에 대해 미국 의회에서 발언할 기회를 얻었다. 2달 후인 2004년 1월 조지 W. 부시 정부는 2020년까지 달에 사람을 보내는 것을 목표로 컨스텔레이션 계획을 발족시켰다. 당시 화성 탐사 계획은 정해지지 않았지만, 오리온 우주선을 2030년대 경 화성 탐사에 사용하기 위한 계획을 실험적으로 연구하기도 하였다. 2009년 오바마 정부는 컨스텔레이션 계획의 재검토에 들어가, 2010년 취소시켰다.
장기간의 우주 탐사 임무, 특히 화성 유인 탐사 초창기에는 정신적 및 사회적 문제가 발생할 가능성이 제기되고 있지만, 초창기에서 얻은 자료를 통해, 다음 임무의 설계와 승무원 선발 과정에 도움을 줄 것으로 기대되고 있다.

## 수정
마스 다이렉트 계획이 처음 제안된 이후, 주브린 자신, 화성 학회, NASA, 스탠퍼드 대학교 등에서 수정한 계획을 내놓았다.

### 마스 세미 다이렉트

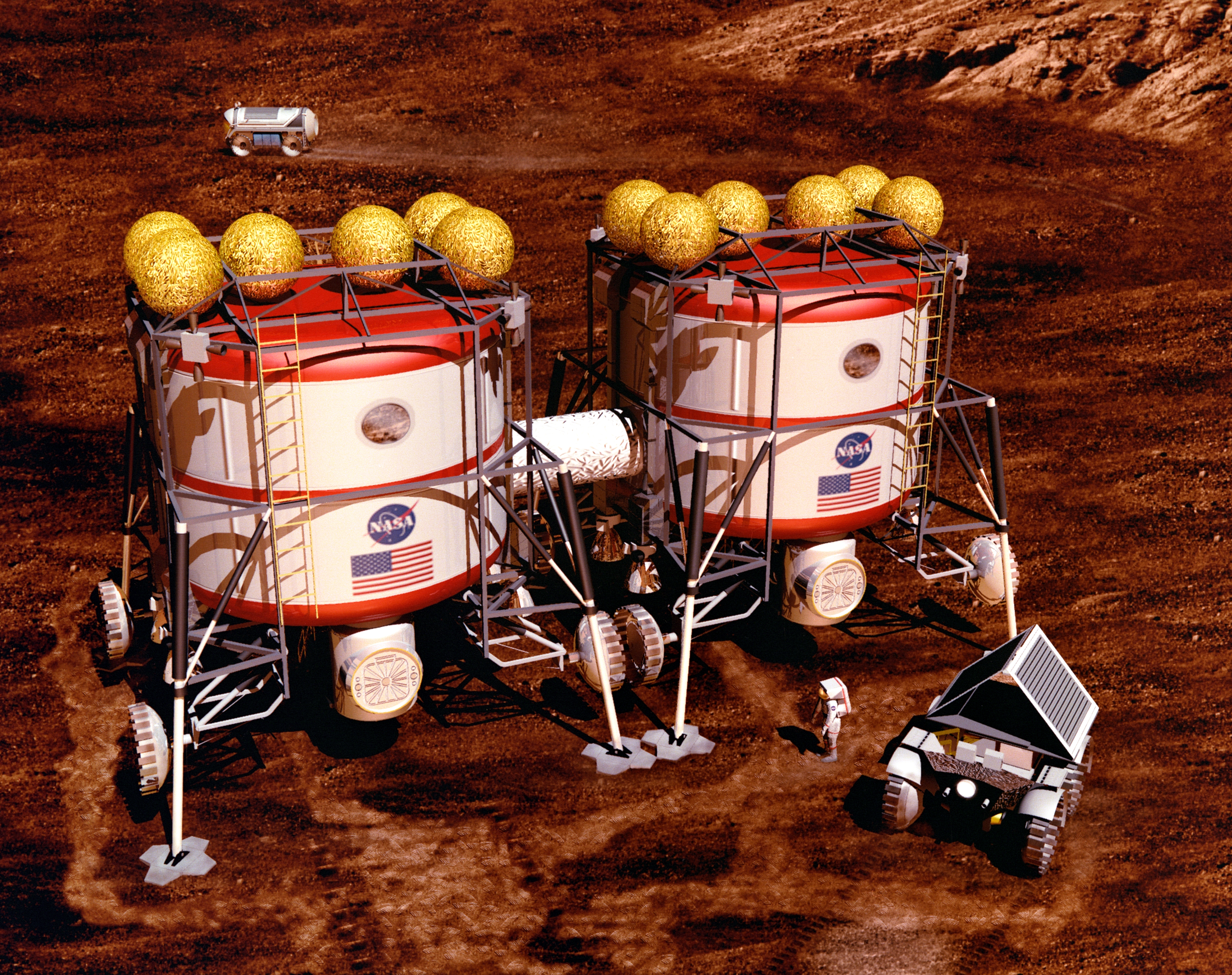
마스 세미 다이렉트/디자인 레퍼런스 미션 1.0의 상상도로, 승무원이 타고 온 거주 모듈과, 귀환선과 함께 화성에 먼저 도착했던 거주 모듈이 서로 연결되어 있는 모습을 그렸다.

주브린과 위버는 여러 비판을 수용하여, 마스 다이렉트의 수정본인 마스 세미 다이렉트(Mars Semi-Direct) 계획을 내놓았다. 마스 세미 다이렉트 계획에는 세 번째 우주선인 화성 상승선(Mars Ascent Vehicle)이 포함되어 있는데, 지구 귀환선은 화성 궤도에 남고, 화성 상승선이 무인 상태로 착륙해 표면에서 연료를 만들어 다시 이륙하여 화성 궤도로 돌아온다는 계획이다. 마스 세미 다이렉트는 NASA의 디자인 레퍼런스 미션 등 여러 연구의 초안이 되었다.
'90일 연구'에서 사용한 것과 같은 방식으로 비용을 추산하였을 때, 마스 세미 다이렉트의 필요 예산은 10년 간 550억 달러이며, 이는 현재 NASA의 재정 범위 내이다.
마스 세미 다이렉트는 우주 탐사 계획을 대체한 NASA의 디자인 레퍼런스 미션 버전 1.0의 기초가 되었다.

### 디자인 레퍼런스 미션
2012년 9월 1일 기준, NASA 측의 시나리오인 디자인 레퍼런스 미션 버전 5.0에서는, 한 차수에 최소 3회 이상의 발사를 필요로 하는 등, 물리적인 면에서의 증강을 요구하였으며, 지구 귀환선에 연료를 가득 채워 화성 상승선과의 랑데부를 위해 화성 궤도에 주차시켜 놓는다.

### 마스 다이렉트와 스페이스X
저비용 대형 리프트 발사체의 도입이 눈 앞으로 다가오자, 주브린은 스페이스X가 개발한 장비를 이용해 초저비용으로 유인 화성 탐사가 가능하다고 주장했다. 드래곤 우주선에 승무원 2명이 타 팰컨 헤비로 바로 화성으로 발사되며, 이동 중 생활 공간은 드래곤 우주선을 사용한다. 만일 공간이 더 필요할 경우, 공기 주입식 모듈을 사용할 가능성도 열어두었다. 전이 기간 중 무중력과 관련된 문제는 기존 마스 다이렉트 계획과 마찬가지로, 로켓 상단부와 드래곤 우주선을 줄로 연결하여 회전시켜 인공 중력을 만든다. 드래곤 우주선의 로켓을 착륙용으로 적당히 사용할 경우, 드래곤 자체의 열 차폐막으로만으로도 안전하게 착륙할 수 있다.
에임스 연구 센터의 연구 결과에서는 드래곤 우주선이 화성 표면에 추진식 착륙이 충분히 가능함을 보였다. 화성 표면에서 승무원 2명은 생활 공간으로 드래곤 우주선 2개와 공기 주입식 모듈을 사용하며, 지구 귀환선과 화성 상승선 2척, 화물 8톤이 같이 화성에 있게 된다.

### 기타 연구
화성 학회와 스탠퍼드 대학교는 기존의 우주선 2척 계획에서 승무원 수만 여섯으로 늘린 계획을 연구하였다.
오스트레일리아 화성 학회는 마스 세미 다이렉트를 기반으로, 승무원 4명을 태운 마스 오즈(Mars Oz) 계획을 개발하였다. 마스 오즈 계획에서는 수평 착륙 방식을 사용하고, 휘어진 쌍원뿔 모양 모듈을 도입하였으며, 마스 다이렉트와 디자인 레퍼런스 미션이 원자력을 도입한 것과 달리, 마스 오즈 계획에서는 태양광 발전과 화학적 추진 방식만을 사용하였다. 또한 마스 오즈 계획에서는 우주 정거장을 예시로 들며, 인공 중력이 불필요할 것이라고 예상하였다.

## 유사 화성 연구 기지
화성 학회는 거주 모듈의 실현성을 증명하기 위해 유사 화성 연구 기지 (Mars Analogue Research Station) 계획을 진행하였다. 기지는 지름 8 m, 높이 8 m의 2층 (또는 3층) 구조인 수직 원기둥이다. 또한, 화성 학회 오스트레일리아 지부에서는 마스 오즈 계획을 바탕으로 한 자체 기지를 설립할 계획을 가지고 있다.

## 같이 보기
- 화성 탐사
- 유인화성탐사